# Lepanthes tigrina
Lepanthes tigrina är en orkidéart som beskrevs av Carlyle August Luer och Thoerle. Lepanthes tigrina ingår i släktet Lepanthes och familjen orkidéer.
Artens utbredningsområde är Peru. Inga underarter finns listade i Catalogue of Life.